# We Came as Romans
We Came as Romans (englisch für „Wir kamen als Römer“) ist eine US-amerikanische Band aus Troy, Michigan, die 2005 gegründet wurde. Die Band wird meist dem Post-Hardcore, Metalcore oder dem Trancecore zugeordnet.
Die Gruppe hat bisher zwei EPs, fünf Alben und mehrere Singles veröffentlicht. Zwischenzeitlich stand die Band bei Redfield Records unter Vertrag, inzwischen hat die Gruppe auch einen Vertrag mit Equal Vision Records und Nuclear Blast. Die Alben erreichten jeweils eine Platzierung in den US-Charts von Billboard. Das zweite Album stieg sogar in den australischen Charts ein.
Inzwischen tourte die Gruppe durch Europa, die Vereinigten Staaten, Kanada, Japan und die Philippinen. Auch spielte die Gruppe auf der Never Say Die! Tour sowie auf der Scream-It-Like-You-Mean-It-Tour.

## Geschichte

### 2005–2009: Gründung als „This Emergency“ und erste Jahre
Im August des Jahres 2005 gründeten die High-School-Seniors Sean N. Zelda, David Stephens, Jonny Nabors, Mark Myatt und Joshua Moore eine Band unter dem Namen „This Emergency“. Der jetzige Frontmann, David Stephens, spielte in der Zeit Gitarre in der Band. In den Anfangsjahren gab die Gruppe hauptsächlich Konzerte in der Region um Detroit. Noch im November des Jahres 2005 trennte sich die Band von ihrem Bassisten Jonny Nabors, welcher durch Sean E. Daly ersetzt wurde.
Im Juni 2006 verließ Sean Zelda die Band, um an der University of Michigan studieren zu können. Im Sommer desselbigen Jahres stieß mit Larry Clark, welcher eng mit den Musikern befreundet ist, ein weiterer Sänger zur Band. Zu diesem Zeitpunkt hatte die Gruppe auch ihren heutigen Bandnamen, „We Came as Romans“, angenommen. Nach der Namensänderung verbrachte die Gruppe hauptsächlich damit, das heutige Lineup zu erhalten.
Die allererste EP, welche unter dem Namen Demonstrations erschien, veröffentlichte die Gruppe im Jahr 2008 als Eigenproduktion und wurde Online, sowie auf Konzerten verkauft. Bereits im Dezember desselben Jahres erschien bereits die zweite EP unter dem Namen Dreams in Eigenregie. Diese wurde von Joey Sturgis produziert und erhielt durchweg gute Kritiken. Um die Kosten für die Produktion decken zu können, mussten die Musiker zeitweise bei McDonald’s arbeiten. Eric Choi steuerte das gesamte Geld, das er für seinen High-School-Abschluss erhalten hatte, bei. Zwischen diesen Veröffentlichungen tourte die Gruppe gemeinsam mit Close to Home auf deren Tour „V-Neck & Shave Chest“.
Im April des Jahres 2009 wurde die Gruppe schließlich von Equal Vision Records unter Vertrag genommen. Bereits im November des Jahres 2008 bezog We Came as Romans das Studio und begannen mit den Studioarbeiten an dem Debütalbum. Diese dauerten bis Mai 2009.

### 2009–2011:To Plant a Seed
Zwischenzeitlich wurde We Came as Romans von Equal Vision Records und Redfield Records unter Vertrag genommen. Das Debütalbum der Gruppe, To Plant a Seed, erschien am 3. November 2009. Genauso wie die EP Dreams wurde auch To Plant a Seed von Sturgis produziert. Es enthält Neuaufnahmen der Songs Dreams und Intentions, welche auch auf dieser EP zu finden sind. Im letzteren Song ist Tyler Smith Gastsänger. Zwei Tage vor dem Erscheinen des Debütalbums war We Came as Romans Supportband von Oh, Sleeper und The Chariot auf deren „Here a tour, there a tour, everywhere a tour tour“-Tour. Die Gruppe beendete das Jahr 2009 mit der Tour „Leave It to the Suits“ gemeinsam mit I See Stars, Of Mice & Men und Broadway.
Das Jahr 2010 begann für die Gruppe mit einer Tournee. Gemeinsam mit Alesana, A Skylit Drive, The Word Alive und Of Mice & Men spielte We Came as Romans auf der Tour „The Emptiness“. Im April fand die erste Headliner-Tour („We Are Not Meaningless“) der Gruppe statt. Begleitet wurde We Came as Romans auf der bis Mai dauernden Tour von Four Letter Lie und Life on Repeat. Noch im selben Monat folgte eine weitere Konzertreise. Dieses Mal mit Asking Alexandria, From First to Last, Our Last Night und A Bullet for Pretty Boy auf der „Welcome to the Circus“-Tour. Diese Tour lief bis Juni. Bereits am 11. Mai 2010 erschien mit To Plant a Seed die erste Single der Band. Bereits im Juli folgte eine erneute Tournee. Auf der Tour „Scream It Like You Mean It“ spielte die Gruppe mit Silverstein, Emery, Dance Gavin Dance, I Set My Friends on Fire, Sky Eats Airplane, Ivoryline und Close to Home. Diese Tour lief bis zum August. Die „Band of Brothers“-Tour führte die Gruppe durch die ganzen Vereinigten Staaten und Kanada. Im Oktober und November folgte bereits die erste Europa-Tour, die „Impericon Never Say Die! Tour“ (NSD) mit Parkway Drive, Emmure, Comeback Kid, Bleeding Through, War from a Harlots Mouth und Your Demise, sowie die „No Sleep Til“-Festival-Tour, welche durch Neuseeland und Australien führte. Headliner war Megadeth.
Am 6. Januar 2011 gab das Label Equal Vision Records bekannt, dass das Debütalbum To Plant a Seed erneut aufgelegt werde. Als Bonustitel wurde To Move on Is to Grow auf das Album gepackt. Zudem wurde eine DVD produziert, die zur Neuauflage des Albums gehört. Diese DVD zeigt Interviews, Ausschnitte von Live-Auftritten, Musikvideos der Band. Das Album stieg auf Platz 175 der US-Charts ein.

### 2011:Understanding What We’ve Grown to Be
Auch das Jahr 2011 begann für die Gruppe mit Konzertreisen. Im Januar startete die Gruppe die „Rock Yourself to Sleep“-Tour mit Woe, Is Me, For Today, The Word Alive und Texas in July. Fünf Tage vor Tourstart gab das Label bekannt, dass der Gitarrist Joshua Moore aufgrund einer bakteriellen Meningitis ins Krankenhaus eingeliefert wurde:

“Early this morning, We Came as Romans’ guitarist Joshua Moore was diagnosed with bacterial meningitis and is currently being treated at a hospital in Nebraska.”

Auch wenn Moore im Laufe der Tour zur Band zurückkehrte, mussten ein paar Konzerte dieser Tour in Denver, Colorado und in Salt Lake City, Utah aufgrund der schlechten Wetterlage abgesagt werden. Zu diesem Zeitpunkt stand kein genaues Veröffentlichungsdatum des Nachfolgeralbums fest. Im März war We Came as Romans als Supportband von A Day to Remember auf deren „Game Changes“-Tour unterwegs. Danach folgte eine Headliner-Europa-Tour mit Miss May I, The Word Alive und This or the Apocalypse im Rahmen der Tour „Scream It Like You Mean It“. Es wurde bekannt, dass das Veröffentlichungsdatum auf den Zeitraum zwischen Mai und Juli festgelegt wurde. Das Label kündigte schließlich an, dass das zweite Album im Herbst erscheinen wird.

“The band is currently writing for their sophomore full-length album, which they will be recording with Joey Sturgis between tours and is expected to see a Fall 2011 release date.”

Bereits am 8. Dezember 2010 stand fest, dass We Came as Romans auf der Vans Warped Tour 2011 (von Juni bis August) auftreten werden. Noch vor Tourneebeginn ging die Gruppe ins Studio, um an dem Album zu arbeiten. Schließlich wurde das Veröffentlichungsdatum auf den 13. September 2011 festgelegt. Die erste Single „Mis//Understanding“ erschien am 22. Juni 2011, einen Tag später folgte der Release der zweiten Single Understanding What We’ve Grown to Be. Am 14. Juli wurde das Cover-Artwork zu dem Nachfolgeralbum auf der offiziellen Homepage der Band veröffentlicht. Das Album trägt den Titel Understanding What We’ve Grown to Be. Am 24. August erschien die dritte Single What I Wished We Never Had. Das Album erschien schließlich 3 Tage nach dem festgelegten Datum, am 16. September 2011. In Europa erschien das Album über das deutsche Label Nuclear Blast. Das Album erreichte Platz 21 in den offiziellen US-Charts. Die Gruppe veröffentlichte drei Videos, als eine „Videoserie“. Das erste Musikvideo Mis//Understanding erschien über ArtistDirect.com am 11. November 2011; Just Keep Breathing folgte am 16. Dezember 2011 über Livestream.com; und das letzte Musikvideo, Understanding What We’ve Grown to Be folgte am 2. Februar 2012 über VeVo. Alle drei Musikvideos wurden in Brooklyn, New York von Travis Kopach gedreht. Auf der offiziellen Facebook-Seite der Band hieß es, dass diese Musikvideoserie eine Geschichte erzählt:

“The three videos we shot portray a person lost, confused and struggling to find purpose in life. He sees himself at his darkest in the first video, trying endlessly to find his way out. After going through a traumatic experience, he finds his way out and his eyes begin to open to a new journey of finding out what really makes him feel alive. Through this journey the man traces back to his childhood house, where it all began. Overwhelming feelings wash over him as he remembers the feeling he once had long ago. Now, with a sense of purpose, he embarks back into the world to take the path he should have taken long ago.”

Im November 2011 tourten We Came as Romans gemeinsam mit Falling in Reverse, Sleeping with Sirens, Attila und For All I Am auf der „Take A Picture, It Will Last Longer“-Tour. Am 10. November wurden Falling In Reverse durch Emmure als Direktsupport ersetzt. Am 18. Dezember 2011 spielte die Gruppe das letzte Konzert des Jahres 2011 in Anaheim mit Of Mice & Men, Winds of Plague, Blessthefall, The Word Alive, Motionless in White, As Blood Runs Black, For the Fallen Dreams, Upon a Burning Body, Like Moths to Flames und The Great Commission.

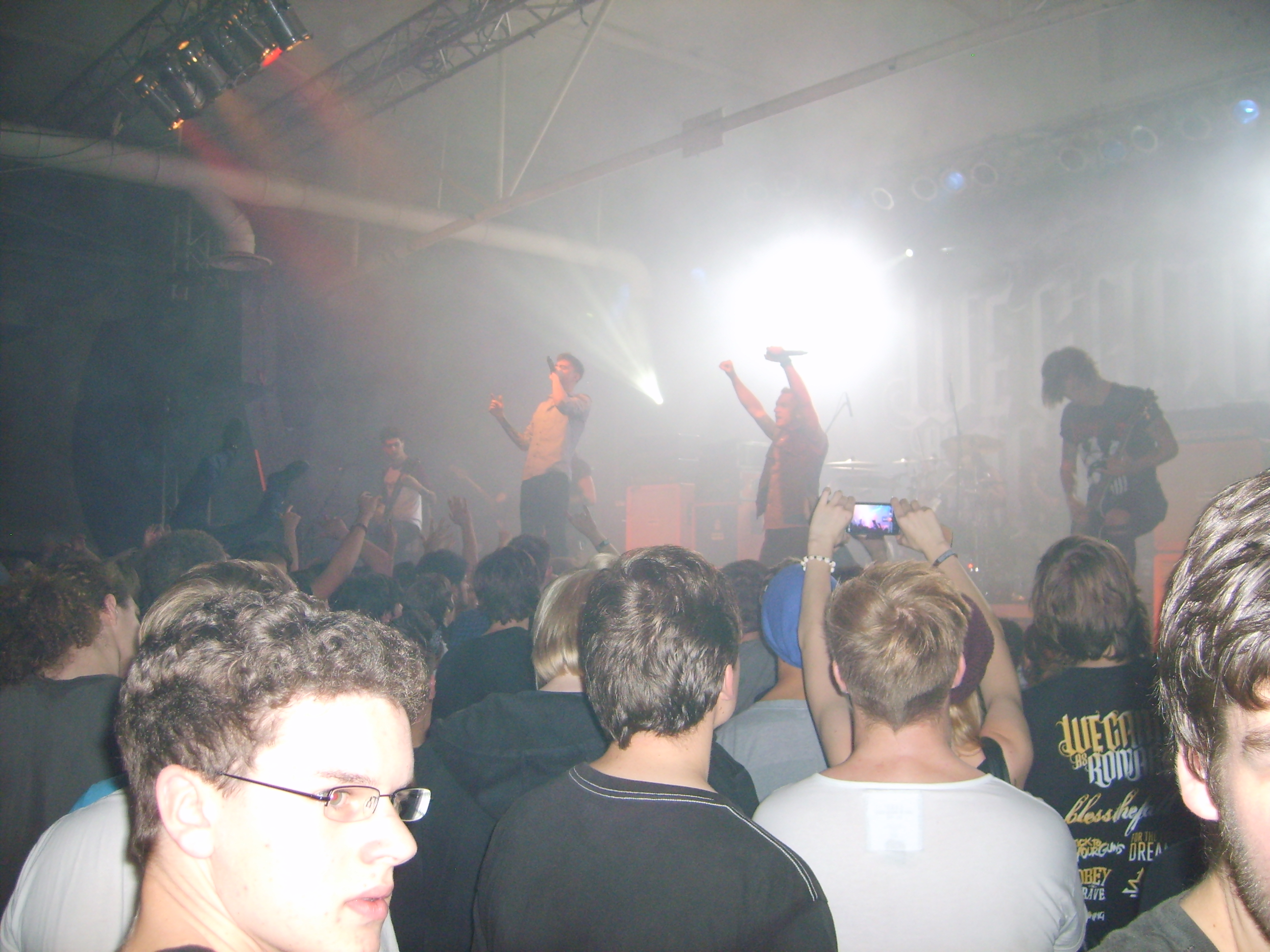
We Came as Romans live auf der Never Say Die! Tour 2012 in Köln

Zu Beginn des Jahres 2012 spielte We Came as Romans als Co-Headliner auf der „Macbeth Footwear Keep A Breast“-Europa-Tournee gemeinsam mit Alesana sowie mit Iwrestledabearonce und Glamour of The Kill als Gastsupport. Außerdem traten We Came as Romans auf dem „Scream Out Fest“ (17.–19. Februar 2012) in Tokyo, Japan. Im März folgte erneut eine Tour, die „The Fire and The Ice“-Tour, gemeinsam Emmure, Blessthefall, Woe, Is Me und The Color Morale. Diese Tour beinhaltete Auftritte beim „South by So What“-Festival und dem „Houston We Have A Problem“-Festival. Am 28. April 2012 spielte We Came as Romans im Amoranto Stadium in Quezon City, Philippinen. Im Mai sollte die Gruppe gemeinsam mit Protest the Hero und Close Your Eyes auf der Südamerika-Tour der Band Underoath teilnehmen. Diese wurde jedoch abgesagt. Am 22. Mai spielte die Gruppe ein Konzert mit Like Moths to Flames und Texas in July in New York; der Eintritt war frei. Bereits am 18. und 19. Mai spielte die Gruppe auf The Bamboozle. Auch ist ein Auftritt auf dem „Rockapalooza“ in Jackson, Michigan am 23. Juni, gemeinsam mit Puddle of Mudd, Saliva, Woe, Is Me und Red Jumpsuit Apparatus geplant.
Am 18. April 2012 wurde bekannt, dass We Came as Romans erneut auf der „Scream It Like You Mean It“-Tour spielen werden. Dieses Mal spielen Attack Attack!, The Acacia Strain, Oceano, Like Moths to Flames, Close to Home, Impending Doom, Woe, Is Me, Abandon All Ships, Secrets, For All Those Sleeping, Texas in July und In Fear and Faith auf dieser Tour. Am 12. Oktober spielte die Gruppe als Headliner auf der Impericon Never Say Die! Tour in Deutschland, Belgien, Frankreich, Österreich, Italien, der Schweiz, Schweden, Luxemburg, der Tschechischen Republik, den Niederlanden und dem Vereinigten Königreich. Als Support spielten Blessthefall, Obey the Brave, Stick to Your Guns, For the Fallen Dreams, The Browning, At the Skylines und At Dawn We Rage. Die Never Say Die! Tour endet am 3. November 2012. We Came as Romans coverten den Song Glad You Came von The Wanted, der auf dem Sampler Punk goes Pop 5 veröffentlicht wurde. Eine Woche später wurde ein Musikvideo zu diesem Stück herausgebracht.
Am 1. Dezember 2012 startete die Gruppe ihre erste Südamerika-Tour. Bis zum 9. Dezember 2012 wird die Band gemeinsam mit August Burns Red in Curitiba, São Paulo, Buenos Aires, Santiago de Chile, Bogotá und Mexiko-Stadt spielen. Von Januar bis März 2013 soll noch eine Tournee durch die Staaten mit The Used, Crown the Empire und Mindflow folgen. Diese Tour trägt den Namen „Take Action Tour“. Für die Take Action Compilation wird die Band den Song Fair-Weather beisteuern, ein brandneuer Song. ITunes veröffentlichte bereits am 4. Dezember 2012 ein Pre-Order dieser Compilation. Drei Tage später wurde bekanntgegeben, dass die Gruppe auf dem Summer Breeze in Dinkelsbühl bestätigt wurden.

### 2013–2015: Neuauflage vonUnderstanding What We’ve Grown to BeundTracing Back Roots

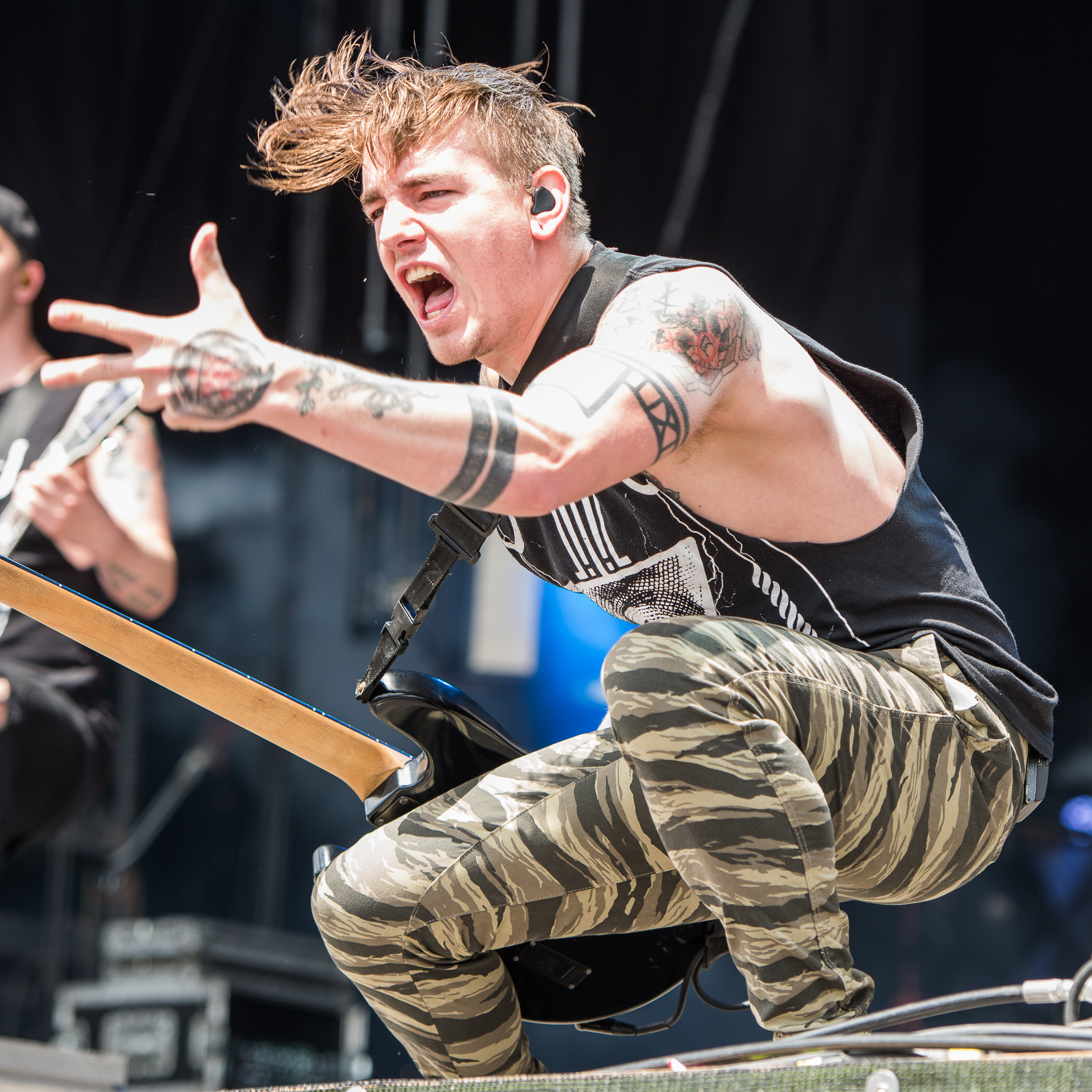
Andrew Glass beim Rock im Park 2016

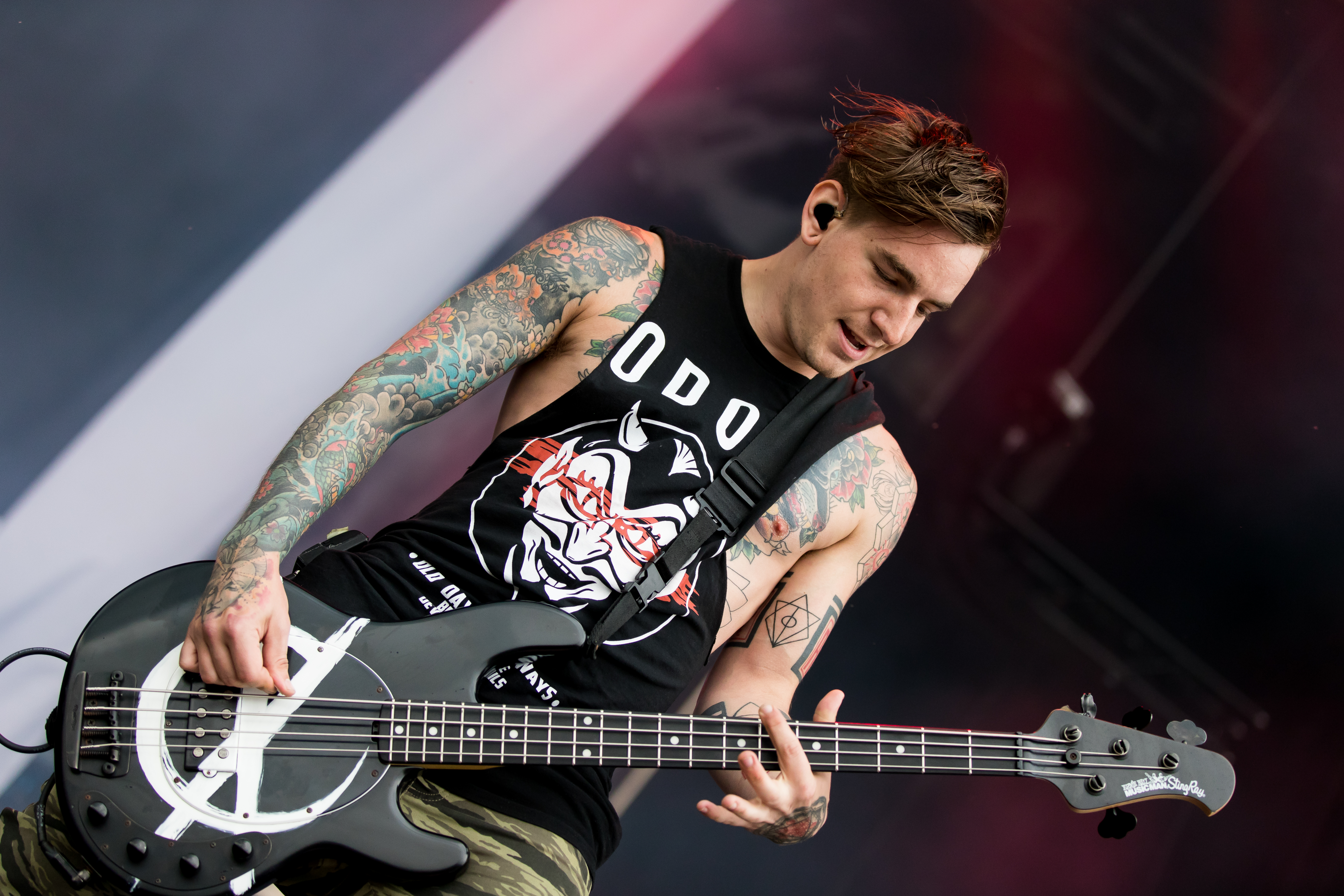
Andrew Glass beim Rock am Ring 2016

Am 26. März 2013 erschien die Neuauflage des zweiten Albums Understanding What We’ve Grown to Be mit den drei Bonustiteln Hope, King of Silence und Let These Words Last Forever. Zu allen drei Bonusstücken wurde ein Video veröffentlicht, das letzte Video erschien am 11. April 2013 zum Titel King of Silence. King of Silence ist zudem auf der 2-Track-Single Hope zu finden, welche seit dem 8. Februar 2013 lediglich über iTunes erhältlich ist.
Am 13. März 2013 bezog die Gruppe gemeinsam mit Produzent John Fieldmann im Studio, um an den Arbeiten an dem neuen Album zu beginnen. Die Musiker erwogen eine Aufnahmezeit von sieben Wochen. Am 20. Mai 2013 wurde bekannt, dass das neue Album voraussichtlich am 23. Juli 2013 erscheinen und den Namen Tracing Back Roots tragen wird. Im August spielte die Gruppe Konzerte in Deutschland, Belgien, den Niederlanden und auf den Philippinen. Zuvor war die Gruppe auf der Hauptbühne der Warped Tour zu sehen sein. Das Album erschien in Deutschland am 26. Juli 2013. Mit 26,000 verkauften Tonträgern innerhalb der ersten Woche – Understanding What We’ve Grown to Be verkaufte sich 2011 knapp 19.000 Mal in der ersten Woche – stieg das Album in den Vereinigten Staaten auf Platz 8 der US-Charts ein.
Zwischen dem 7. und 24. November 2013 spielte die Gruppe mit Parkway Drive, Memphis May Fire und For the Fallen Dreams eine Europatournee. Ein paar Konzerte fanden im Rahmen der Warped Tour statt, welche erst zum zweiten Mal in Europa ausgetragen wurde. Nur vier Tage zuvor beendeten We Came as Romans eine gemeinsame Konzertreise mit Silverstein, Chunk! No, Captain Chunk! und The Color Morale, die im Oktober startete.
Anfang des Jahres 2014 waren We Came as Romans mit Crown the Empire und Born of Osiris als Vorgruppe für Asking Alexandria in Nordamerika zu sehen. Den Sommer 2014 verbrachte die Gruppe in Europa auf einer gemeinsamen Tournee mit Asking Alexandria und August Burns Red. Im Rahmen dieser Konzertreise absolvierte die Band mehrere Auftritte auf europäischen Musikfestivals, darunter dem Greenfield Festival, dem Download-Festival, auf dem Tuska Open Air und dem With Full Force. Am 4. September 2014 veröffentlichte die Band mit Present, Future, And Past ihre erste Live-DVD. Hierfür wurde ein Konzert im House of Blues in Chicago, dass im November 2013 aufgezeichnet wurde. Im Oktober und November 2014 tourte die Band mit For Today, The Color Morale, Crossfaith und Palisades durch Teile der Vereinigten Staaten.
Zwischen dem 11. und 18. Dezember 2014 spielte die Gruppe sieben Konzerte als Headliner mit Chiodos, Slaves und Sleepwave.

### 2015–2016:We Came as Romans
Am 21. Januar 2015 gab die Band bekannt, mit Produzent Dave Bendeth ins Studio gegangen zu sein, um ihr viertes Album aufzunehmen. Am 26. Mai 2015 gab die Gruppe bekannt, dass das vierte Studioalbum nach der Band benannt und am 24. Juli 2015 veröffentlicht werden soll. Am selben Tag wurde mit The World I Used to Know die erste Single veröffentlicht.
Am 4. Oktober 2016 gab Schlagzeuger Eric Choi nach zehn Jahren bei We Came as Romans seinen Ausstieg aus der Band bekannt. Kurz vor seinem Ausstieg veröffentlichte die Gruppe mit Wasted Age eine neue Single.

### Seit 2017:Cold Like War
Die Band For Today gab am 4. Juli 2017 über ihre Facebook-Seite bekannt, dass ihr Schlagzeuger, David Puckett, zusammen mit We Came as Romans während ihrer Sommer Shows in den USA spielen wird. In der am 11. September veröffentlichten Single „Cold Like War“ wird Puckett im Abspann des Videos als Schlagzeuger erwähnt.
Am 20. Oktober 2017 wurde das Album Cold Like War veröffentlicht.
Am 25. August 2018 wurde bekannt, dass Kyle Pavone im Alter von 28 Jahren an den Folgen einer versehentlichen Überdosis verstorben ist. Die Band gab dies über soziale Netzwerke bekannt. Die übrigen Musiker gründeten mit der Kyle Pavone Foundation eine Anlaufstelle für Musiker mit Drogenproblemen.

## Stil und Stellung zur Religion

### Musik und Texte

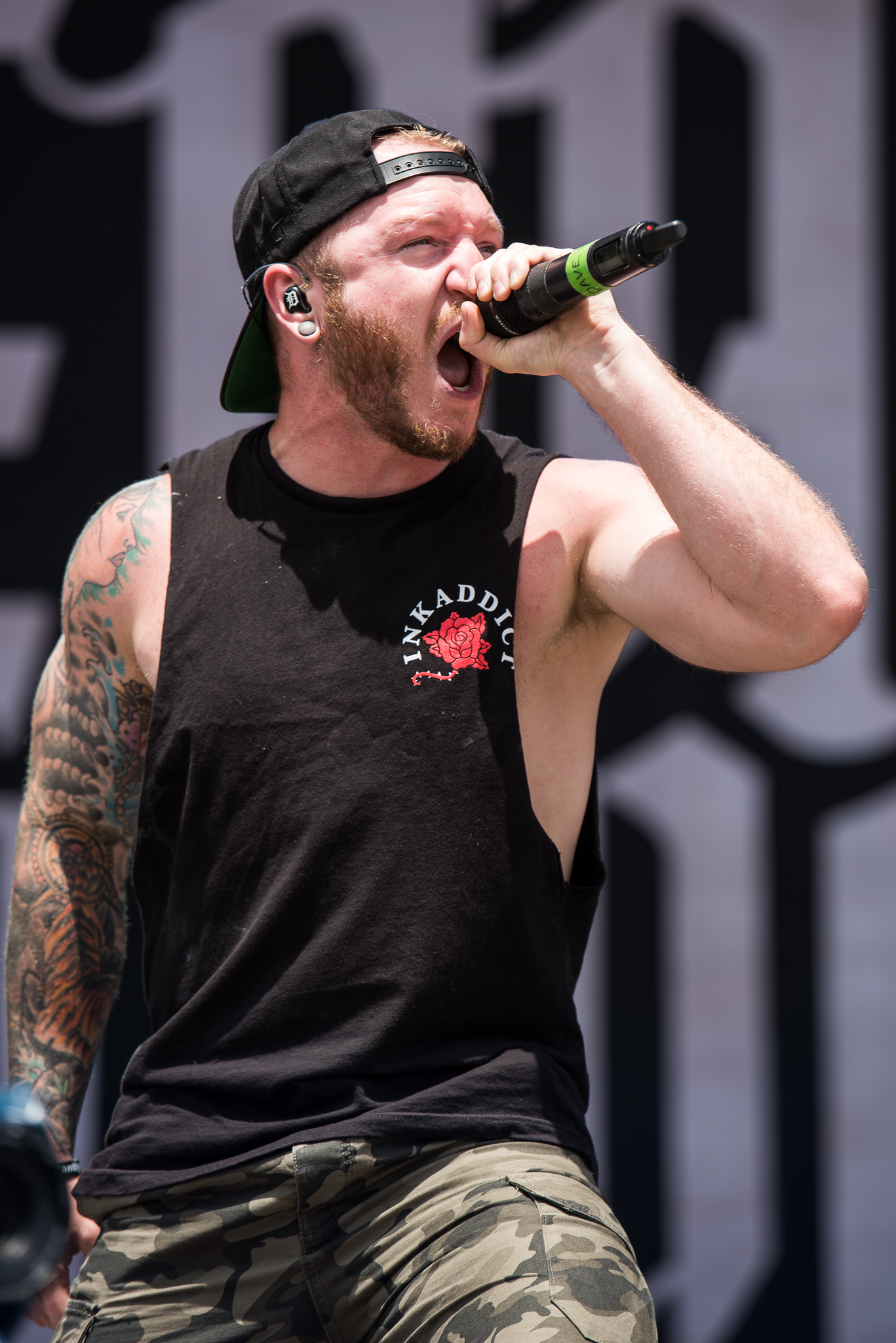
David Stephens beim Rock im Park 2016

Die Band vermischt bei ihren Songs harten Metalcore mit Elektro und eher getragenen Passagen, weswegen sie auch dem Trancecore zugeschrieben wird. Der Gesang wechselt zwischen harten Growls von Sänger David Stephens und dem eher cleanen Gesang und den Screamings von Keyboarder Kyle Pavone. Durch den zwischenzeitlichen Einsatz von Trompeten, Violinen und anderen Streichinstrumenten kann die Musik aber auch in entferntester Weise dem Symphonic Metal eingeordnet werden. Das Portal Noisecreep vergleicht die Musik von We Came as Romans mit Horse the Band, Killswitch Engage und Nightwish. Diese Einflüsse wurden von den Musikern allerdings teilweise dementiert.
Die Texte auf To Plant a Seed vermitteln ausschließlich positive Nachrichten und lassen kaum Raum für negative Kritik. In einem Interview mit dem Online-Portal Burn Your Ears heißt es, dass die Gruppe zu dem Zeitpunkt beim Schreiben der Texte die rosarote Brille getragen haben. In einem anderen Interview mal mit The-Pit.de heißt es, dass das komplette Album vermitteln soll, wie man herausfindet das eigene Leben so zu gestalten, dass man glücklich ist, welche Schritte man wagen muss, um ans Ziel zu kommen, ohne das dabei Glück verloren geht.
Auf dem Nachfolger-Album, Understanding What We’ve Grown to Be, sind die Texte düsterer und wirken somit auch erwachsener. Erstmal lässt sich die Band auch auf die negativen Einflüsse im Leben ein, jedoch vermitteln die meisten Texte wie im Debütalbum auch, eher positive Messages.

### Stellung zur Religion
Immer wieder wurde spekuliert, ob es sich bei We Came as Romans um eine christliche Rockband handle. Auf die Frage, ob die Gruppe eine christliche Band sei, antwortete Gitarrist Joshua Moore, dass die Band sowohl christliche als auch nicht-christliche Mitglieder habe. Der Gruppe werde dieser Stempel einer christlichen Band aufgedrückt, weil in den Texten positive Nachrichten übermittelt werden sollen.

“We have Christian dudes in our band and we have non-Christian dudes in our band, and as a whole, we're not a Christian band. We definitely get it, but we also get it a lot because our music, as a whole, has a positive message to it, and there aren't a whole lot of bands with a positive message who aren't Christian bands. Typically, it's just Christian bands who promote a positive message. Just because we have a message, and it's not about killing each other, we get the Christian band tag.”

Im Metal Hammer wird eine „positive und lebensbejahende Einstellung“ der Musiker als ein Grund für die Diskussion gesehen, ob es sich bei We Came as Romans um eine christliche Metalcore-Band handle oder nicht. Für die Musiker stelle diese Diskussion, laut Metal Hammer, „kein Problem“ dar auch wenn diese sich nicht als Vertreter der christlichen Metalcore-Bewegung sieht.
Allerdings spricht auch das Zitieren aus Bibelstellen für einen gewissen Hang zur christlichen Religion. Im Debütalbum, To Plant a Seed, wird im Stück I Will Not Reap Destruction aus dem Neuen Testament, genauer aus dem Brief des Paulus an die Galater vorgetragen, wo es heißt: „I will not reap destruction, but life instead“ (Galater, Vers 4). Im Nachfolger-Album wird aus der Bibel, dieses Mal aus dem Johannes-Evangelium zitiert. Es handelt sich dabei um den Titel Cast the First Stone (im Evangelium heißt es: „Let He Who Is Without Sin Cast The First Stone“, übersetzt „Wer ohne Sünde ist, soll den ersten Stein werfen“). Die Musiker selbst betrachten das Zitat nicht als religiöse Botschaft, sondern als eine Lebensweisheit.

„Auch wenn dieses Zitat aus der Bibel ist, ist es nicht wirklich religiös. Es ist eher eine Lebensweisheit, nach der man meiner Meinung nach leben sollte.“

Auch vertritt die Gruppe die Meinung, dass die positiven Messages und die Aufforderung in ihren Songs, ein besserer Mensch zu werden, mit dem Buddhismus und nicht lediglich mit dem Christentum in Verbindung gebracht werden könne.

„Man könnte viele unserer Lyrics sogar mit dem Buddhismus in Verbindung setzen – gerade aufgrund unserer positiven Message und der Aufforderung, ein besserer Mensch zu werden. Es hat uns allerdings noch nie jemand gesagt: „Jungs, der Song klingt jetzt aber total nach einem buddhistischen Konzept.““

## Diskografie

### Alben
| Jahr | Titel Musiklabel                                          | Höchstplatzierung, Gesamtwochen, AuszeichnungChartplatzierungen (Jahr, Titel, Musiklabel, Platzierungen, Wochen, Auszeichnungen, Anmerkungen) | Höchstplatzierung, Gesamtwochen, AuszeichnungChartplatzierungen (Jahr, Titel, Musiklabel, Platzierungen, Wochen, Auszeichnungen, Anmerkungen) | Höchstplatzierung, Gesamtwochen, AuszeichnungChartplatzierungen (Jahr, Titel, Musiklabel, Platzierungen, Wochen, Auszeichnungen, Anmerkungen) | Anmerkungen                                                 |
| Jahr | Titel Musiklabel                                          | DE | CH | US | Anmerkungen                                                 |
| ---- | --------------------------------------------------------- | --- | --- | --- | ----------------------------------------------------------- |
| 2009 | To Plant a Seed Equal Vision Records                      | — | — | US175 (1 Wo.)US | Erstveröffentlichung: 3. November 2009 Verkäufe: + 100.000  |
| 2011 | Understanding What We’ve Grown to Be Equal Vision Records | — | — | US21 (2 Wo.)US | Erstveröffentlichung: 16. September 2011 Verkäufe: + 70.000 |
| 2013 | Tracing Back Roots Equal Vision Records                   | DE85 (1 Wo.)DE | — | US8 (4 Wo.)US | Erstveröffentlichung: 26. Juli 2013                         |
| 2015 | We Came as Romans Equal Vision Records                    | DE82 (1 Wo.)DE | — | US11 (2 Wo.)US | Erstveröffentlichung: 24. Juli 2015                         |
| 2017 | Cold Like War SharpTone Records                           | — | CH64 (1 Wo.)CH | US61 (1 Wo.)US | Erstveröffentlichung: 20. Oktober 2017                      |
| 2022 | Darkbloom SharpTone Records                               | — | CH32 (1 Wo.)CH | — | Erstveröffentlichung: 14. Oktober 2022                      |

### EPs
- 2008: Demonstrations
- 2008: Dreams